# Льоделанж
Льоделанж (люксемб. Leideleng, фр. Leudelange, нім. Leudelingen) — місто в Люксембурзі, що утворює собою окрему комуну. Входить до складу кантону Еш-сюр-Альзетт в окрузі Люксембург.

## Географія
Площа території комуни становить 13,57 км² (92-е місце за цим показником серед 116 комун Люксембургу).
Найвища точка комуни над рівнем моря — 359 метрів (90-е місце за цим показником серед комун країни), найнижча — 276 метрів (86-е місце).

## Демографія
Станом на 2011 рік на території комуни мешкало 2 151 ос.
Динаміка чисельності населення:

## Галерея

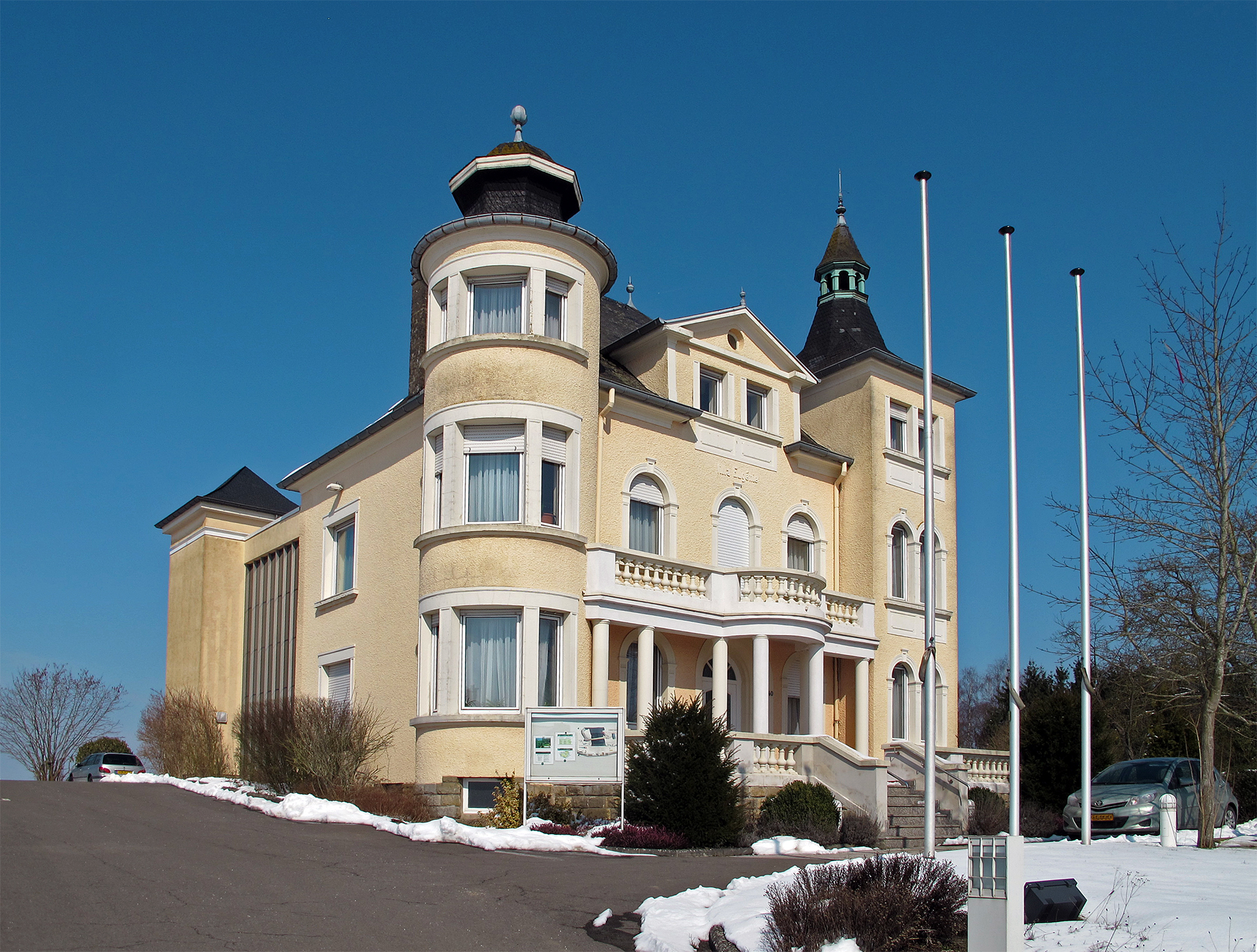
Віла Євгенія
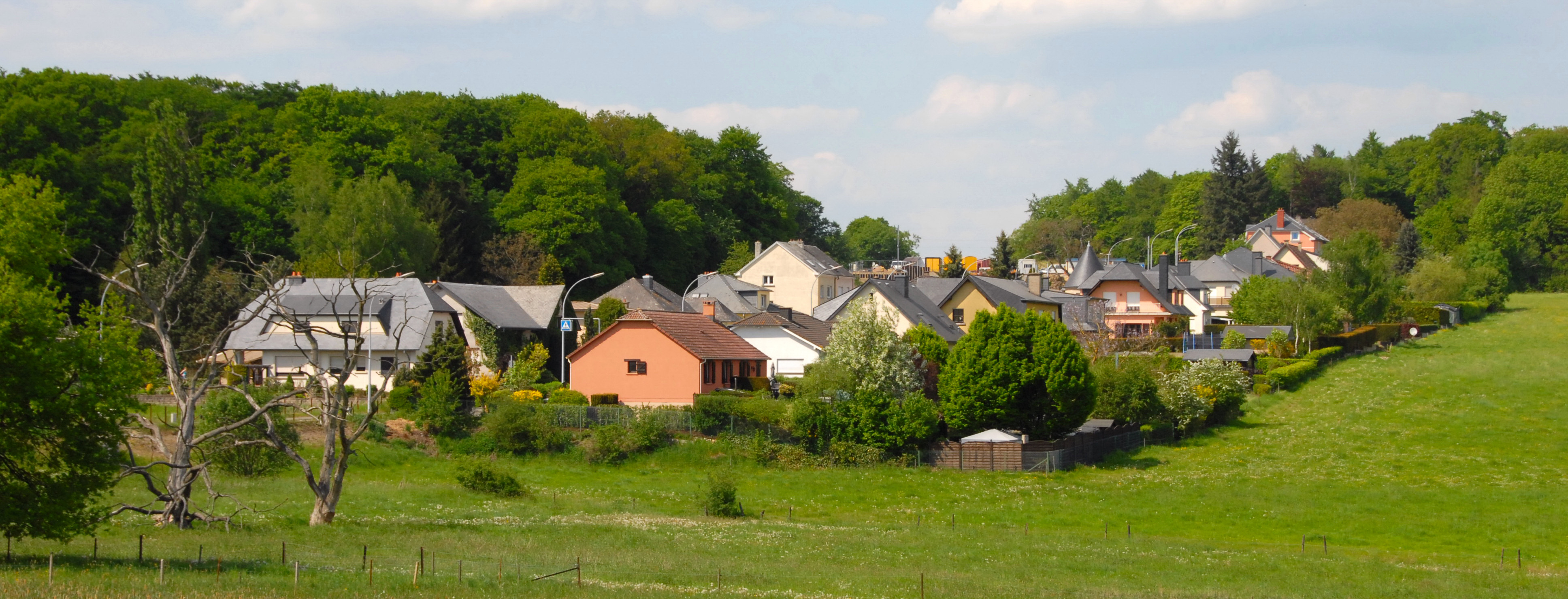